# アハマド・マーヘル・ウリーダート
アハマド・マーヘル・ウリーダート（アラビア語: أحمد ماهر وريدات、Ahmed Maher WridatまたはAhmad Maher Wridat、1991年7月22日-）は、パレスチナのサッカー選手。モロッコ・ボトラのハサニーヤ・アガディール所属、ポジションはFW、MF。サッカーパレスチナ代表、元U-23同代表。アフマドとも。
日本語ではアハマド・マヘル、アハメド・ウリダトと表記されることがある。

## 経歴

### 代表
2014年のアジア大会に出場、同大会では2ゴールを記録している。
AFCチャレンジカップ2014の優勝メンバーである。
AFCアジアカップ2015に出場。